# Loi H.R.4437

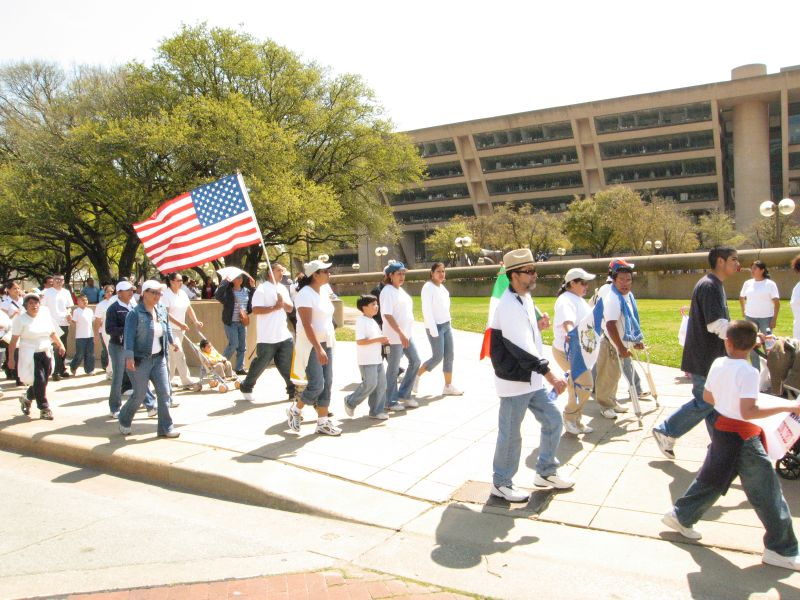
Une marche devant l'hôtel de ville de Dallas pour protester contre HR4437

La loi H.R. 4437 (Border Protection, Anti-terrorism and Illegal Immigration Control Act of 2005) est une loi sur l'immigration illégale aux États-Unis.

## Historique
Elle a été votée le 16 décembre 2005 par le 109e Congrès des États-Unis avec 239 voix pour et 182 contre (92 % des Républicains soutenaient ce projet, 82 % des Démocrates s'y opposaient). Elle n'est cependant pas passée au Sénat.
Son vote a déclenché en réaction le Mouvement de 2006 contre la réforme de la loi sur l'immigration aux États-Unis.